# Mats Ljungquist
Mats Patrik Ljungquist, född 3 maj 1968 i Skövde, är en svensk handbollstränare och före detta handbollsspelare (mittnia).

## Klubbkarriär
Mats Ljungquist räknas som en av IFK Skövdes legendariska spelare efter att ha spelat 269 elitseriematcher för klubben och gjort 1035 mål, vilket är topp 6 i spelade matcher och topp 3 i gjorda mål i klubben. 1990 var han med i laget som tog sig till Elitserien. Han spelade alla 22 matcherna under säsongen och var också bästa målgörare med 125 mål för IFK Skövde i serien 1989-1990. Han var en Blombäcks många adepter och spelade för IFK Skövde  sedan 7-årsåldern i bollskolan. Mats Ljungquist debuterade i A-laget som 17-åring (spelade då tillsammans med 14 år äldre Blombäck), vann skytteligan två år i rad i division 1. Efter avslutad karriär i IFK Skövde spelade han även i IF Hallby 2000-2002 och slutligen från 2002 i Tibro HK.
Efter den aktiva karriären har Ljungquist varit ungdomstränare i IFK Skövde, men även fått hoppa in som tillfällig tränare tillsammans med Andreas Larsson när Peter Johansson avskedades 2015. 2018 blev Ljungquist assisterande tränare till Jonas Wille i IFK Skövde. Efter SM-finalen 2021 slutade han som tränare i IFK Skövde.

### Privatliv
Mats är pappa till Victor Ljungquist och Adam Ljungquist, som nu 2022 spelar i IFK Skövdes seniorlag.